# (23654) 1997 CC26
1997 سي سي 26 (ويعرف أيضًا باسم (23654) 1997 سي سي 26 وفق تسمية الكوكب الصغير) (بالإنجليزية: 1997 CC26)‏ هو كويكب ضمن حزام الكويكبات؛ وترتيبه 23654 من حيث الاكتشاف.
اكتُشف هذا الجُرم الفلكي بواسطة تاكيشي أوراتا ‏ في 13 فبراير 1997.

## وصلات خارجية
- (23654) 1997 CC26 في قاعدة بيانات مختبر الدفع النفاث لأجرام النظام الشمسي الصغيرة

- الاكتشاف · مخطط المدار ·  العناصر المدارية · المعلمات المادية

- (23654) 1997 CC26 على موقع ويكي سكاي: DSS2, SDSS, GALEX, IRAS, Hydrogen α, X-Ray, Astrophoto, Sky Map, Articles and images